# Yves Jean Tassel
Pour les articles homonymes, voir Tassel.
Yves Jean Tassel est un homme politique français né le 24 janvier 1803 à Ploubezre (Côtes-du-Nord) et mort le 19 janvier 1875 à Louannec (Côtes-du-Nord).

## Biographie
Notaire à Louannec, il est un opposant à la Monarchie de Juillet. Il est député des Côtes-du-Nord de 1847 à 1848, siégeant à l'extrême gauche. Il est de nouveau député des Côtes-du-Nord de 1848 à 1849, siégeant à gauche avec les républicains.

## Sources
- « Yves Jean Tassel », dans Adolphe Robert et Gaston Cougny, Dictionnaire des parlementaires français, Edgar Bourloton, 1889-1891 [détail de l’édition]